# كلير بوث
كلير بوث (بالإنجليزية: Claire Windsor, Countess of Ulster)‏ هي طبيبة وجَرّاحة بريطانية، ولدت في 29 ديسمبر 1977 في شفيلد في المملكة المتحدة.